# 比利亚莫尔德洛塞斯库德罗斯
比利亚莫尔德洛塞斯库德罗斯，是西班牙卡斯蒂利亚-莱昂萨莫拉省的一个市镇。 总面积56平方公里，总人口577人（2001年），人口密度10人/平方公里。